# Monnina alatodrupacea
Monnina alatodrupacea är en jungfrulinsväxtart som beskrevs av Carl Ernst Otto Kuntze. Monnina alatodrupacea ingår i släktet Monnina och familjen jungfrulinsväxter. Inga underarter finns listade i Catalogue of Life.